# 柴田一孔
柴田 一孔（しばた かずのり、1957年9月24日 - ）は、日本の政治家。北海道歌志内市長（2期）。

## 来歴
北海道砂川南高等学校（現・北海道砂川高等学校）、関東学院大学土木工学科卒業。1980年に歌志内市役所に入り建設畑を歩み、、歌志内市建設課長を歴任。、2018年3月に建設課長で定年退職。その後札幌市の建設コンサルタント会社役員。2020年歌志内市長初当選。2024年、無投票で再選。